# Papi venerati dalla Chiesa cattolica
Questa è la lista dei Papi venerati dalla Chiesa cattolica come santi (81), beati (10), venerabili (1) e servi di Dio (2).

## Papi santi

### I secolo
| № | Nome pontificale | Ritratto | Inizio pontificato | Fine pontificato                | Nome secolare   | Luogo di nascita          | Sepoltura                            | Canonizzazione   |
| - | ---------------- | -------- | ------------------ | ------------------------------- | --------------- | ------------------------- | ------------------------------------ | ---------------- |
| 1 | Pietro           |          | 33                 | 29 giugno 67                    | Simone (Šim'ôn) | Betsaida, Regno di Giudea | Grotte Vaticane (Tomba di Pietro)    |                  |
| 2 | Lino             |          | 67                 | 23 settembre 76                 |                 | Volterra, Impero romano   | Necropoli vaticana                   | 28 dicembre 1772 |
| 3 | Cleto            |          | 76                 | 92                              |                 | Atene, Impero romano      | Necropoli vaticana                   | 1718             |
| 4 | Clemente I       |          | 92                 | circa nel 97 (morto nel 99-100) | Clemente Romano | Roma, Impero romano       | Basilica di San Clemente al Laterano |                  |
| 5 | Evaristo         |          | 97                 | 27 ottobre 105                  |                 | Betlemme, Impero romano   | Necropoli vaticana                   | 25 marzo 1722    |
| № | Nome pontificale | Ritratto | Inizio pontificato | Fine pontificato                | Nome secolare   | Luogo di nascita          | Sepoltura                            | Canonizzazione   |

### II secolo
| №  | Nome pontificale | Ritratto | Inizio pontificato | Fine pontificato | Luogo di nascita                            | Sepoltura                                                                          | Canonizzazione |
| -- | ---------------- | -------- | ------------------ | ---------------- | ------------------------------------------- | ---------------------------------------------------------------------------------- | -------------- |
| 6  | Alessandro I     |          | 105                | 3 maggio 115     | Roma, Impero romano                         | Necropoli vaticana                                                                 | 1982           |
| 7  | Sisto I          |          | 115                | 3 aprile 125     | Roma, Impero romano                         | Inizialmente nella necropoli vaticana; Dieci secoli dopo nella cattedrale di Alife |                |
| 8  | Telesforo        |          | 125                | 5 gennaio 136    | Terranova da Sibari (Italia), Impero romano | Necropoli vaticana                                                                 |                |
| 9  | Igino            |          | 136                | 11 gennaio 140   | Atene, Impero romano                        | Necropoli vaticana                                                                 |                |
| 10 | Pio I            |          | 140                | 11 luglio 155    | Aquileia, Impero romano                     | Necropoli vaticana                                                                 | 1º giugno 1723 |
| 11 | Aniceto          |          | 155                | 20 aprile 166    | Emesa (Siria), Impero romano                | Palazzo Altemps                                                                    |                |
| 12 | Sotero           |          | 166                | 22 aprile 175    | Fondi (Italia), Impero romano               | Basilica di San Sisto Vecchio                                                      |                |
| 13 | Eleuterio        |          | 175                | 24 maggio 189    | Nicopoli (Epiro), Impero romano             | Necropoli vaticana                                                                 |                |
| 14 | Vittore I        |          | 189                | 28 luglio 199    | Africa Proconsolare, Impero romano          | Necropoli vaticana                                                                 |                |
| 15 | Zefirino         |          | 199                | 20 dicembre 217  | Roma, Impero romano                         | Catacombe di San Callisto                                                          |                |
| №  | Nome pontificale | Ritratto | Inizio pontificato | Fine pontificato | Luogo di nascita                            | Sepoltura                                                                          | Canonizzazione |

### III secolo
| №  | Nome pontificale | Ritratto | Inizio pontificato | Fine pontificato                            | Luogo di nascita                            | Sepoltura | Canonizzazione   |
| -- | ---------------- | -------- | ------------------ | ------------------------------------------- | ------------------------------------------- | --- | ---------------- |
| 16 | Callisto I       |          | 218                | circa nel 222                               | Roma, Impero romano                         | Catacomba di Calepodio. Ora in Santa Maria in Trastevere                                                                          |                  |
| 17 | Urbano I         |          | 222                | circa nel 230                               | Roma, Impero romano                         | Catacombe di San Callisto |                  |
| 18 | Ponziano         |          | 21 agosto 230      | 28 settembre 235 (morto il 19 novembre 235) | Roma, Impero romano                         | Catacombe di San Callisto |                  |
| 19 | Antero           |          | 21 novembre 235    | 3 gennaio 236                               | Petelia, (Bruzio), Impero romano            | Catacombe di San Callisto. Reliquie nelle chiese di San Sisto Vecchio e San Silvestro in Capite                                   |                  |
| 20 | Fabiano          |          | 10 gennaio 236     | 20 gennaio 250                              | Roma, Impero romano                         | Catacombe di San Callisto. Ora nella Basilica di San Sebastiano fuori le mura e nella chiesa di San Sebastiano di Cuneo.          |                  |
| 21 | Cornelio         |          | 6 marzo 251        | giugno 253                                  | Roma, Impero romano                         | Catacombe di San Callisto. Reliquie nella chiesa dei Santi Celso e Giuliano ed a Compiègne (disperse con la Rivoluzione francese) |                  |
| 22 | Lucio I          |          | 25 giugno 253      | 5 marzo 254                                 | Roma, Impero romano                         | Catacombe di San Callisto. Reliquie nella Basilica di Santa Prassede e nella Cattedrale di Copenaghen                             | 22 dicembre 1738 |
| 23 | Stefano I        |          | 12 marzo 254       | 2 agosto 257                                | Roma, Impero romano                         | Catacombe di San Callisto. Reliquie in San Silvestro in Capite e nella chiesa di Santo Stefano dei Cavalieri                      | 30 maggio 1733   |
| 24 | Sisto II         |          | 30 agosto 257      | 6 agosto 258                                | Atene, Grecia, Impero romano                | Catacombe di San Callisto | 4 aprile 1741    |
| 25 | Dionisio         |          | 22 luglio 259      | 26 dicembre 268                             | Terranova da Sibari (Italia), Impero romano | Catacombe di San Callisto |                  |
| 26 | Felice I         |          | 5 gennaio 269      | 30 dicembre 274                             | Roma, Impero romano                         | Catacombe di San Callisto |                  |
| 27 | Eutichiano       |          | 4 gennaio 275      | 7 dicembre 283                              | Luni, Impero romano                         | Catacombe di San Callisto. Reliquie nella Cattedrale di Sarzana                                                                   |                  |
| 28 | Caio             |          | 17 dicembre 283    | 22 aprile 296                               | Salona (Dalmazia), Impero romano            | Catacombe di San Callisto. Reliquie nella cappella di Palazzo Barberini                                                           |                  |
| 29 | Marcellino       |          | 30 giugno 296      | 25 ottobre 304                              | Roma, Impero romano                         | Catacombe di Priscilla |                  |
| №  | Nome pontificale | Ritratto | Inizio pontificato | Fine pontificato                            | Luogo di nascita                            | Sepoltura | Canonizzazione   |

### IV secolo
| №  | Nome pontificale | Ritratto | Inizio pontificato | Fine pontificato | Luogo di nascita                                                                   | Sepoltura                                                                                       | Canonizzazione |
| -- | ---------------- | -------- | ------------------ | ---------------- | ---------------------------------------------------------------------------------- | ----------------------------------------------------------------------------------------------- | -------------- |
| 30 | Marcello I       |          | 27 maggio 308      | 16 gennaio 309   | Roma, Impero romano                                                                | Catacombe di Priscilla Reliquie in San Marcello al Corso                                        |                |
| 31 | Eusebio          |          | 18 aprile 309      | 17 agosto 309    | Sardegna, Impero Romano                                                            | Catacombe di San Callisto. Reliquie in San Sebastiano fuori le mura e San Lorenzo in Panisperna |                |
| 32 | Milziade         |          | 2 luglio 311       | 11 gennaio 314   | Africa Proconsolare, Impero romano                                                 | Catacombe di San Callisto. Reliquie in San Silvestro in Capite                                  |                |
| 33 | Silvestro I      |          | 31 gennaio 314     | 31 dicembre 335  | Roma, Impero romano                                                                | Catacombe di Priscilla. Reliquie in San Silvestro in Capite e nell'Abbazia di Nonantola (MO)    |                |
| 34 | Marco            |          | 18 gennaio 336     | 7 ottobre 336    | Roma, Impero romano                                                                | Catacomba di Balbina. Reliquie in San Marco al Campidoglio                                      |                |
| 35 | Giulio I         |          | 6 febbraio 337     | 12 aprile 352    | Roma, Impero romano                                                                | Catacomba di Calepodio. Reliquie in Santa Maria in Trastevere                                   |                |
| 36 | Damaso I         |          | 1º ottobre 366     | 11 dicembre 384  | Egitania, Lusitania (Portogallo) oppure Roma ma di origini spagnole, Impero romano | Catacombe di San Callisto. Reliquie in San Lorenzo in Damaso e in Basilica di San Pietro        |                |
| 37 | Siricio          |          | 15 dicembre 384    | 26 novembre 399  | Roma, Impero romano                                                                | Catacombe di Priscilla                                                                          | 1748           |
| 38 | Anastasio I      |          | 27 novembre 399    | 19 dicembre 401  | Roma, Impero romano                                                                | Catacomba di Ponziano                                                                           |                |
| №  | Nome pontificale | Ritratto | Inizio pontificato | Fine pontificato | Luogo di nascita                                                                   | Sepoltura                                                                                       | Canonizzazione |

### V secolo
| №  | Nome pontificale | Ritratto | Inizio pontificato | Fine pontificato                                   | Luogo di nascita                                   | Sepoltura                                                         | Canonizzazione |
| -- | ---------------- | -------- | ------------------ | -------------------------------------------------- | -------------------------------------------------- | ----------------------------------------------------------------- | -------------- |
| 39 | Innocenzo I      |          | 22 dicembre 401    | 12 marzo 417 (morto 138 giorni dopo, il 28 luglio) | Albano, Impero romano                              | Catacomba di Ponziano                                             |                |
| 40 | Zosimo           |          | 18 marzo 417       | 26 dicembre 418                                    | Mesoraca (Crotone), Impero romano                  | Basilica di San Lorenzo fuori le mura                             |                |
| 41 | Bonifacio I      |          | 28 dicembre 418    | 4 settembre 422                                    | Roma, Impero romano                                | Catacombe di Santa Felicita                                       |                |
| 42 | Celestino I      |          | 10 settembre 422   | 27 luglio 432                                      | Campania, Impero romano                            | Catacombe di Priscilla. Reliquie nella Basilica di Santa Prassede |                |
| 43 | Sisto III        |          | 31 luglio 432      | 19 agosto 440                                      | Roma Impero romano                                 | Basilica di San Lorenzo fuori le mura                             | 18 maggio 1723 |
| 44 | Leone I          |          | 29 settembre 440   | 10 novembre 461                                    | Toscana, Impero romano                             | Basilica di San Pietro                                            |                |
| 45 | Ilario           |          | 19 novembre 461    | 29 febbraio 468                                    | Sardegna, Impero romano d'Occidente                | Basilica di San Lorenzo fuori le mura                             |                |
| 46 | Simplicio        |          | 3 marzo 468        | 10 marzo 483                                       | Tivoli, Impero romano d'Occidente                  | Basilica di San Pietro                                            |                |
| 47 | Felice III       |          | 13 marzo 483       | 25 febbraio 492                                    | Roma, Impero romano d'Occidente                    | Basilica di San Paolo fuori le mura                               |                |
| 48 | Gelasio I        |          | 1º marzo 492       | 21 novembre 496                                    | Cabilia (Africa romana), Impero romano d'Occidente | Basilica di San Pietro                                            | 1703           |
| 49 | Simmaco          |          | 22 novembre 498    | 19 luglio 514                                      | Sardegna, Impero romano d'Occidente                | Basilica di San Pietro                                            |                |
| №  | Nome pontificale | Ritratto | Inizio pontificato | Fine pontificato                                   | Luogo di nascita                                   | Sepoltura                                                         | Canonizzazione |

### VI secolo
| №  | Nome pontificale | Ritratto | Inizio pontificato | Fine pontificato                                     | Nome secolare | Luogo di nascita                     | Sepoltura                 |
| -- | ---------------- | -------- | ------------------ | ---------------------------------------------------- | ------------- | ------------------------------------ | ------------------------- |
| 50 | Ormisda          |          | 20 luglio 514      | 6 agosto 523                                         |               | Frosinone, Impero romano d'Occidente | Basilica di San Pietro    |
| 51 | Giovanni I       |          | 13 agosto 523      | 18 maggio 526                                        |               | Siena, Impero romano d'Occidente     | Basilica di San Pietro    |
| 52 | Felice IV        |          | 12 luglio 526      | 20 settembre 530                                     |               | Sannio, Impero romano d'Occidente    | Basilica di San Pietro    |
| 53 | Agapito I        |          | 13 maggio 535      | 22 aprile 536                                        |               | Roma, Regno di Odoacre               | Basilica di San Pietro    |
| 54 | Silverio         |          | 8 giugno 536       | 11 marzo (11 novembre) 537 (morto il 2 dicembre 537) |               | Frosinone, Regno di Odoacre          | Isola di Palmarola, Ponza |
| 55 | Gregorio I       |          | 3 settembre 590    | 12 marzo 604                                         | Gregorio      | Roma, Impero bizantino               | Basilica di San Pietro    |
| №  | Nome pontificale | Ritratto | Inizio pontificato | Fine pontificato                                     | Nome secolare | Luogo di nascita                     | Sepoltura                 |

### VII secolo
| №  | Nome pontificale | Ritratto | Inizio pontificato | Fine pontificato | Luogo di nascita                                    | Sepoltura                                                                                                  | Canonizzazione   |
| -- | ---------------- | -------- | ------------------ | ---------------- | --------------------------------------------------- | --- | ---------------- |
| 56 | Bonifacio IV     |          | 25 agosto 608      | 8 maggio 615     | Marsica, Impero bizantino                           | Basilica di San Pietro                                                                                     | fine XIII secolo |
| 57 | Adeodato I       |          | 19 ottobre 615     | 8 novembre 618   | Roma, Impero bizantino                              | Chiesa di San Bartolomeo a Valnogaredo, Cinto Euganeo                                                      |                  |
| 58 | Martino I        |          | 5 luglio 649       | 16 settembre 655 | Todi, Impero bizantino                              | Basilica di Santa Maria ad Blachernas a Cherson. Ora nella Basilica dei Santi Silvestro e Martino ai Monti |                  |
| 59 | Eugenio I        |          | 10 agosto 655      | 2 giugno 657     | Roma, Ducato romano (formalmente Impero bizantino)  | Basilica di San Pietro                                                                                     |                  |
| 60 | Vitaliano        |          | 30 luglio 657      | 27 gennaio 672   | Segni, Ducato romano (formalmente Impero bizantino) | Basilica di San Pietro                                                                                     |                  |
| 61 | Agatone          |          | 27 giugno 678      | 10 gennaio 681   | Palermo, Impero bizantino                           | Basilica di San Pietro                                                                                     |                  |
| 62 | Leone II         |          | 17 agosto 682      | 3 luglio 683     | Aidone (EN), Impero bizantino                       | Basilica di San Pietro                                                                                     |                  |
| 63 | Benedetto II     |          | 26 giugno 684      | 8 maggio 685     | Roma, Ducato romano (formalmente Impero bizantino)  | Basilica di San Pietro                                                                                     | 14 ottobre 916   |
| 64 | Sergio I         |          | 15 dicembre 687    | 8 settembre 701  | Palermo, Impero bizantino                           | Basilica di San Pietro                                                                                     |                  |
| №  | Nome pontificale | Ritratto | Inizio pontificato | Fine pontificato | Luogo di nascita                                    | Sepoltura                                                                                                  | Canonizzazione   |

### VIII secolo
| №  | Nome pontificale | Ritratto | Inizio pontificato | Fine pontificato | Luogo di nascita                                   | Sepoltura              | Canonizzazione   |
| -- | ---------------- | -------- | ------------------ | ---------------- | -------------------------------------------------- | ---------------------- | ---------------- |
| 65 | Gregorio II      |          | 19 maggio 715      | 11 febbraio 731  | Roma, Ducato romano (formalmente Impero bizantino) | Basilica di San Pietro |                  |
| 66 | Gregorio III     |          | 18 marzo 731       | 28 novembre 741  | Siria, Califfato omayyade                          | Basilica di San Pietro |                  |
| 67 | Zaccaria         |          | 3 dicembre 741     | 15 marzo 752     | Santa Severina (Calabria), Impero bizantino        | Basilica di San Pietro | 1810             |
| 68 | Paolo I          |          | 29 maggio 757      | 28 giugno 767    | Roma, Ducato romano (formalmente Impero bizantino) | Basilica di San Pietro | 1809             |
| 69 | Leone III        |          | 27 dicembre 795    | 12 giugno 816    | Roma, Stato Pontificio                             | Basilica di San Pietro | 5 settembre 1737 |
| №  | Nome pontificale | Ritratto | Inizio pontificato | Fine pontificato | Luogo di nascita                                   | Sepoltura              | Canonizzazione   |

### IX secolo
| №  | Nome pontificale | Ritratto | Inizio pontificato | Fine pontificato | Luogo di nascita       | Sepoltura              | Canonizzazione |
| -- | ---------------- | -------- | ------------------ | ---------------- | ---------------------- | ---------------------- | -------------- |
| 70 | Pasquale I       |          | 25 gennaio 817     | 11 febbraio 824  | Roma, Stato Pontificio | Basilica di San Pietro |                |
| 71 | Leone IV         |          | 10 aprile 847      | 17 luglio 855    | Roma, Stato Pontificio | Basilica di San Pietro | 22 aprile 1723 |
| 72 | Niccolò I        |          | 24 aprile 858      | 13 novembre 867  | Roma, Stato Pontificio | Basilica di San Pietro |                |
| 73 | Adriano III      |          | 15 maggio 884      | settembre 885    | Roma, Stato Pontificio | Abbazia di Nonantola   | 1891           |
| №  | Nome pontificale | Ritratto | Inizio pontificato | Fine pontificato | Luogo di nascita       | Sepoltura              | Canonizzazione |

### XI secolo
| №  | Nome pontificale | Ritratto | Inizio pontificato | Fine pontificato | Nome secolare               | Luogo di nascita                                | Sepoltura              | Canonizzazione |
| -- | ---------------- | -------- | ------------------ | ---------------- | --------------------------- | ----------------------------------------------- | ---------------------- | -------------- |
| 74 | Leone IX         |          | 12 febbraio 1049   | 19 aprile 1054   | Bruno von Egisheim-Dagsburg | Eguisheim (Alsazia), Ducato di Svevia (SRI)     | Basilica di San Pietro | 1087           |
| 75 | Gregorio VII     |          | 22 aprile 1073     | 25 maggio 1085   | Ildebrando di Soana         | Sovana (Grosseto), Margraviato di Toscana (SRI) | Cattedrale di Salerno  | 1606           |
| №  | Nome pontificale | Ritratto | Inizio pontificato | Fine pontificato | Nome secolare               | Luogo di nascita                                | Sepoltura              | Canonizzazione |

### XIII secolo
| №  | Nome pontificale | Ritratto | Stemma | Inizio pontificato | Fine pontificato                           | Nome secolare                                                                           | Luogo di nascita         | Sepoltura                                        | Canonizzazione |
| -- | ---------------- | -------- | ------ | ------------------ | ------------------------------------------ | --------------------------------------------------------------------------------------- | ------------------------ | ------------------------------------------------ | -------------- |
| 76 | Celestino V      |          |        | 5 luglio 1294      | 13 dicembre 1294 (morto il 19 maggio 1296) | Pietro Angelerio (o Angeleri), detto Pietro da Morrone e venerato come Pietro Celestino | Molise, Regno di Sicilia | Basilica di Santa Maria di Collemaggio, L'Aquila | 5 maggio 1313  |
| №  | Nome pontificale | Ritratto | Stemma | Inizio pontificato | Fine pontificato                           | Nome secolare                                                                           | Luogo di nascita         | Sepoltura                                        | Canonizzazione |

### XVI secolo
| №  | Nome pontificale | Ritratto | Stemma | Inizio pontificato | Fine pontificato | Nome secolare             | Luogo di nascita        | Sepoltura                        | Canonizzazione |
| -- | ---------------- | -------- | ------ | ------------------ | ---------------- | ------------------------- | ----------------------- | -------------------------------- | -------------- |
| 77 | Pio V            |          |        | 7 gennaio 1566     | 1º maggio 1572   | Antonio Michele Ghislieri | Bosco, Ducato di Milano | Basilica di Santa Maria Maggiore | 22 maggio 1712 |
| №  | Nome pontificale | Ritratto | Stemma | Inizio pontificato | Fine pontificato | Nome secolare             | Luogo di nascita        | Sepoltura                        | Canonizzazione |

### XX secolo
| №  | Nome pontificale  | Ritratto | Stemma | Inizio pontificato | Fine pontificato | Nome secolare             | Luogo di nascita                      | Sepoltura              | Canonizzazione  |
| -- | ----------------- | -------- | ------ | ------------------ | ---------------- | ------------------------- | ------------------------------------- | ---------------------- | --------------- |
| 78 | Pio X             |          |        | 4 agosto 1903      | 20 agosto 1914   | Giuseppe Melchiorre Sarto | Riese, Regno Lombardo-Veneto          | Basilica di San Pietro | 29 maggio 1954  |
| 79 | Giovanni XXIII    |          |        | 28 ottobre 1958    | 3 giugno 1963    | Angelo Giuseppe Roncalli  | Sotto il Monte Giovanni XXIII, Italia | Basilica di San Pietro | 27 aprile 2014  |
| 80 | Paolo VI          |          |        | 21 giugno 1963     | 6 agosto 1978    | Giovanni Battista Montini | Concesio, Italia                      | Grotte Vaticane        | 14 ottobre 2018 |
| 81 | Giovanni Paolo II |          |        | 16 ottobre 1978    | 2 aprile 2005    | Karol Wojtyła             | Wadowice, Polonia                     | Basilica di San Pietro | 27 aprile 2014  |
| №  | Nome pontificale  | Ritratto | Stemma | Inizio pontificato | Fine pontificato | Nome secolare             | Luogo di nascita                      | Sepoltura              | Canonizzazione  |

## Papi beati
Attualmente nessun papa dei primi dieci secoli è venerato come beato.

### XI secolo
| № | Nome pontificale | Ritratto | Inizio pontificato | Fine pontificato  | Nome secolare                                                | Luogo di nascita                                   | Sepoltura               | Beatificazione |
| - | ---------------- | -------- | ------------------ | ----------------- | ------------------------------------------------------------ | -------------------------------------------------- | ----------------------- | -------------- |
| 1 | Vittore III      |          | 24 maggio 1086     | 16 settembre 1087 | Dauferio Epifani Del Zotto (detto Desiderio da Montecassino) | Benevento, Principato di Benevento                 | Abbazia di Montecassino | 1887           |
| 2 | Urbano II        |          | 12 marzo 1088      | 29 luglio 1099    | Odon o Eudes (Ottone) de Lagery o de Châtillon               | Châtillon-sur-Marne, Contea di Champagne (Francia) | Basilica di San Pietro  | 14 luglio 1881 |
| № | Nome pontificale | Ritratto | Inizio pontificato | Fine pontificato  | Nome secolare                                                | Luogo di nascita                                   | Sepoltura               | Beatificazione |

### XII secolo
| № | Nome pontificale | Ritratto | Inizio pontificato | Fine pontificato | Nome secolare                 | Luogo di nascita               | Sepoltura                            | Beatificazione |
| - | ---------------- | -------- | ------------------ | ---------------- | ----------------------------- | ------------------------------ | ------------------------------------ | -------------- |
| 3 | Eugenio III      |          | 15 febbraio 1145   | 8 luglio 1153    | Pietro Bernardo dei Paganelli | Montemagno, Repubblica di Pisa | Basilica di San Giovanni in Laterano | 3 ottobre 1872 |
| № | Nome pontificale | Ritratto | Inizio pontificato | Fine pontificato | Nome secolare                 | Luogo di nascita               | Sepoltura                            | Beatificazione |

### XIII secolo
| № | Nome pontificale | Ritratto | Stemma | Inizio pontificato | Fine pontificato | Nome secolare                                                | Luogo di nascita                  | Sepoltura                            | Beatificazione |
| - | ---------------- | -------- | ------ | ------------------ | ---------------- | ------------------------------------------------------------ | --------------------------------- | ------------------------------------ | -------------- |
| 4 | Gregorio X       |          |        | 1º settembre 1271  | 10 gennaio 1276  | Tedaldo (o Tebaldo o Teobaldo) Visconti                      | Piacenza, Sacro Romano Impero     | Cattedrale di San Donato, Arezzo     | 8 luglio 1713  |
| 5 | Innocenzo V      |          |        | 21 gennaio 1276    | 22 giugno 1276   | Pierre de Tarentaise (italianizzato in Pietro di Tarantasia) | Champagny, Contea di Savoia (SRI) | Basilica di San Giovanni in Laterano | 14 marzo 1898  |
| № | Nome pontificale | Ritratto | Stemma | Inizio pontificato | Fine pontificato | Nome secolare                                                | Luogo di nascita                  | Sepoltura                            | Beatificazione |

### XIV secolo
| № | Nome pontificale | Ritratto | Stemma | Inizio pontificato | Fine pontificato | Nome secolare                                                 | Luogo di nascita                      | Sepoltura                         | Beatificazione |
| - | ---------------- | -------- | ------ | ------------------ | ---------------- | ------------------------------------------------------------- | ------------------------------------- | --------------------------------- | -------------- |
| 6 | Benedetto XI     |          |        | 22 ottobre 1303    | 7 luglio 1304    | Niccolò (o Nicolò) di Boccassio, o di Boccassino o Boccassini | Treviso, Sacro Romano Impero          | Basilica di San Domenico, Perugia | 24 aprile 1736 |
| 7 | Urbano V         |          |        | 28 settembre 1362  | 19 dicembre 1370 | Guillaume de Grimoard                                         | Le Pont-de-Montvert, Regno di Francia | Abbazia di San Vittore, Marsiglia | 10 marzo 1870  |
| № | Nome pontificale | Ritratto | Stemma | Inizio pontificato | Fine pontificato | Nome secolare                                                 | Luogo di nascita                      | Sepoltura                         | Beatificazione |

### XVII secolo
| № | Nome pontificale | Ritratto | Stemma | Inizio pontificato | Fine pontificato | Nome secolare        | Luogo di nascita       | Sepoltura              | Beatificazione |
| - | ---------------- | -------- | ------ | ------------------ | ---------------- | -------------------- | ---------------------- | ---------------------- | -------------- |
| 8 | Innocenzo XI     |          |        | 21 settembre 1676  | 12 agosto 1689   | Benedetto Odescalchi | Como, Ducato di Milano | Basilica di San Pietro | 7 ottobre 1956 |
| № | Nome pontificale | Ritratto | Stemma | Inizio pontificato | Fine pontificato | Nome secolare        | Luogo di nascita       | Sepoltura              | Beatificazione |

### XIX secolo
| № | Nome pontificale | Ritratto | Stemma | Inizio pontificato | Fine pontificato | Nome secolare                  | Luogo di nascita             | Sepoltura                             | Beatificazione   |
| - | ---------------- | -------- | ------ | ------------------ | ---------------- | ------------------------------ | ---------------------------- | ------------------------------------- | ---------------- |
| 9 | Pio IX           |          |        | 16 giugno 1846     | 7 febbraio 1878  | Giovanni Maria Mastai Ferretti | Senigallia, Stato Pontificio | Basilica di San Lorenzo fuori le mura | 3 settembre 2000 |
| № | Nome pontificale | Ritratto | Stemma | Inizio pontificato | Fine pontificato | Nome secolare                  | Luogo di nascita             | Sepoltura                             | Beatificazione   |

### XX secolo
| №  | Nome pontificale | Ritratto | Stemma | Inizio pontificato | Fine pontificato  | Nome secolare  | Luogo di nascita        | Sepoltura       | Beatificazione   |
| -- | ---------------- | -------- | ------ | ------------------ | ----------------- | -------------- | ----------------------- | --------------- | ---------------- |
| 10 | Giovanni Paolo I |          |        | 26 agosto 1978     | 28 settembre 1978 | Albino Luciani | Forno di Canale, Italia | Grotte Vaticane | 4 settembre 2022 |
| №  | Nome pontificale | Ritratto | Stemma | Inizio pontificato | Fine pontificato  | Nome secolare  | Luogo di nascita        | Sepoltura       | Beatificazione   |

## Papi venerabili

### XX secolo
| № | Nome pontificale | Ritratto | Stemma | Inizio pontificato | Fine pontificato | Nome secolare   | Luogo di nascita | Sepoltura       | Dichiarato Venerabile |
| - | ---------------- | -------- | ------ | ------------------ | ---------------- | --------------- | ---------------- | --------------- | --------------------- |
| 1 | Pio XII          |          |        | 2 marzo 1939       | 9 ottobre 1958   | Eugenio Pacelli | Roma, Italia     | Grotte Vaticane | 19 dicembre 2009      |
| № | Nome pontificale | Ritratto | Stemma | Inizio pontificato | Fine pontificato | Nome secolare   | Luogo di nascita | Sepoltura       | Dichiarato Venerabile |

## Papi servi di Dio

### XVIII secolo
| № | Nome pontificale | Ritratto | Stemma | Inizio pontificato | Fine pontificato | Nome secolare           | Luogo di nascita                   | Sepoltura                 | Dichiarato Servo di Dio |
| - | ---------------- | -------- | ------ | ------------------ | ---------------- | ----------------------- | ---------------------------------- | ------------------------- | ----------------------- |
| 1 | Benedetto XIII   |          |        | 29 maggio 1724     | 23 febbraio 1730 | Pietro Francesco Orsini | Gravina in Puglia, Regno di Napoli | Santa Maria sopra Minerva | 21 febbraio 1931        |
| № | Nome pontificale | Ritratto | Stemma | Inizio pontificato | Fine pontificato | Nome secolare           | Luogo di nascita                   | Sepoltura                 | Dichiarato Servo di Dio |

### XIX secolo
| № | Nome pontificale | Ritratto | Stemma | Inizio pontificato | Fine pontificato | Nome secolare               | Luogo di nascita         | Sepoltura              | Dichiarato Servo di Dio |
| - | ---------------- | -------- | ------ | ------------------ | ---------------- | --------------------------- | ------------------------ | ---------------------- | ----------------------- |
| 2 | Pio VII          |          |        | 14 marzo 1800      | 20 agosto 1823   | Barnaba Niccolò Chiaramonti | Cesena, Stato Pontificio | Basilica di San Pietro | 15 agosto 2007          |
| № | Nome pontificale | Ritratto | Stemma | Inizio pontificato | Fine pontificato | Nome secolare               | Luogo di nascita         | Sepoltura              | Dichiarato Servo di Dio |